# Мокнін (округ)
Мокнін (араб. معتمدية المكنين) — округ в Тунісі у регіоні Сахель. Входить до складу вілаєту Монастір. Центр округу — м. Мокнін. Станом на 2004 рік загальна чисельність населення становила 75885 осіб.